# ذا فيم
ذا فيم (بالإنجليزية: The Faim)‏؛ فرقة روك استرالية من بيرث. تأسست الفرقة في عام 2014 من قبل جوش رافين ومايكل بونو وستيفن بيركينز ، الذي حضرا نفس المدرسة الثانوية في بيرث ، أستراليا. الثلاثة كانوا يبحثون عن قارع طبول وجدوا شون تيغي على موقع يوتيوب. ثم بدأوا في كتابة وتسجيل أغانيهم الخاصة في نوفمبر 2018 أعلن أن قارع الطبول شون تيغي سوف يغادر الفرقة، في صيف عام 2018 تم إصدار أول ألبوم صغير لهم بعنوان ذا فيم. وفي نفس العام، ظهروا في مهرجانات موسيقية مختلفة، على سبيل المثال في مهرجان داونلود فيستفال في إنجلترا ، بالإضافة إلى فرق موسيقية كانت متواجدة في المهرجانات مثل سوم 41 ، ولور ثان اتلانتيس.

## روابط خارجية
- الموقع الرسمي
- ذا فيم على أول ميوزيك